# Classe Abdiel
La classe Abdiel était une classe de six mouilleurs de mines rapides en service dans la Royal Navy pendant la Seconde Guerre mondiale.

## Conception
Ces navires étaient spécialisés comme mouilleurs de mines rapides (plus de 40 nœuds aux essais), avec une coque haute dotée de battants à l'arrière et d'une capacité d'emport de 150 mines. Ils étaient en dimensions et aménagements plus proches d'un destroyer que du croiseur HMS Adventure précédent. Ils furent mis en chantier en 1939 (Abdiel, Latona (en), Manxman (en), Welshman) et achevés en 1941. En octobre - novembre 1941, deux unités supplémentaires furent mises en chantier (Apollo et Ariadne (en)) et achevés en octobre 1943 et février 1944.

## Historique
En opérations, ces navires donnèrent toute satisfaction, bien que servant à autre chose que leur utilisation initiale, certains furent employés pour ravitailler Malte en munitions. 14 canons de 20 mm et quelques affûts simples de 40 mm furent rajoutés en 1944 et 1945. L'Abdiel fut coulé par une mine en 1943, le Latona bombardé en 1941 lors d'une livraison de munitions à Malte, fut réduit à l'état d'épave et achevé à la torpille. Enfin, le Welshman fut torpillé le 1er février 1943 par l'U-617. Le Manxman encaissa lui aussi une torpille et fut mis hors de combat pour deux ans. Les trois survivants furent retirés du service en 1962, 1965 et 1971.

## Navires de la classe
| Navire   | Chantier naval                             | Lancement        | Fin de carrière            | Photo |
| -------- | ------------------------------------------ | ---------------- | -------------------------- | ----- |
| Abdiel   | J. Samuel White, Cowes                     | 23 avril 1940    | Coulé le 10 septembre 1943 |       |
| Latona   | John I. Thornycroft & Company, Southampton | 20 août 1940     | Coulé le 25 octobre 1941   |       |
| Welshman | Hawthorn Leslie and Company, Hebburn       | 4 septembre 1940 | Coulé le 1er février 1943  |       |
| Manxman  | Alexander Stephen and Sons, Glasgow        | 5 septembre 1940 | Démoli en octobre 1972     |       |
| Ariadne  | Alexander Stephen and Sons, Glasgow        | 16 février 1943  | Démoli en juin 1965        |       |
| Apollo   | Hawthorn Leslie and Company, Hebburn       | 5 avril 1943     | Démoli en novembre 1962    |       |